# Babyparty

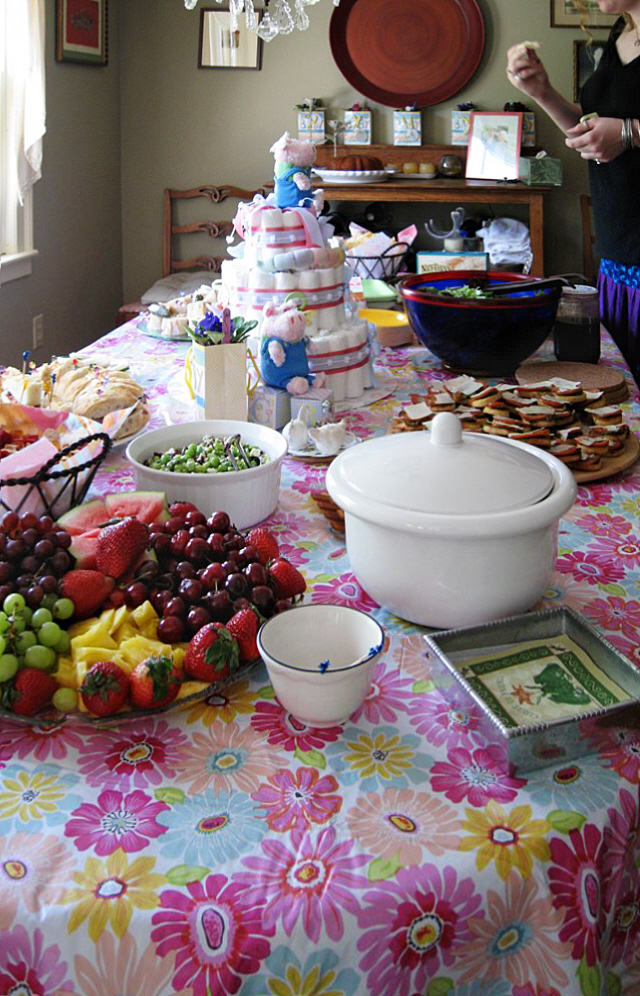
Kuchen- und Speisen-Buffet bei einer Babyparty, mit einer Windeltorte als „Tischdekoration“.

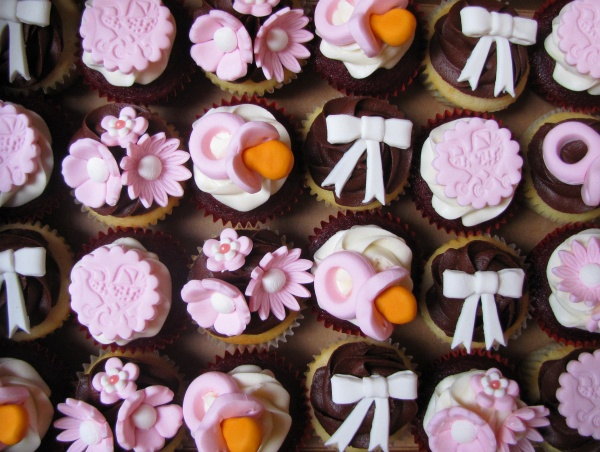
Cupcakes, für eine Babyparty dekoriert

Die Babyparty ist eine ursprünglich US-amerikanische Tradition und wird dort Baby shower genannt, findet aber auch in Mitteleuropa eine größer werdende Verbreitung. Zu der etwa zwei Monate vor dem errechneten Geburtstermin stattfindenden Feier werden meist nur weibliche Gäste eingeladen, wie die Freundinnen und weiblichen Verwandten der werdenden Eltern. Teils nehmen aber auch Männer teil. Die Einladung wird oft von einer Freundin oder einer Verwandten der Schwangeren ausgesprochen, um der zukünftigen Mutter die Arbeit zu ersparen.
Gäste bringen kleine Geschenke für die Mutter und das Kind mit, wie zum Beispiel Bodylotions, Schnuller, Gutscheine für Babysitterstunden sowie sogenannte Windeltorten (engl. Diaper Cake), die aus Windeln gebastelt und meist mit Baby-Utensilien „verziert“ werden. In den USA werden vor allem Babykleidung oder Babyspielsachen geschenkt.
Üblicherweise sind die Räumlichkeiten, in denen die Feier stattfindet, mit möglichst vielen Hinweisen auf das Kind dekoriert – beispielsweise mit Namensgirlanden und blauen bzw. rosafarbenen Luftballons. Wurde das Geschlecht des werdenden Kindes zuvor nicht bekannt gegeben, kann die Babyparty in eine Gender Reveal Party integriert werden. Dazu gibt es Häppchen und alkoholfreie Getränke für die werdende Mutter, Sekt oder Champagner für ihre Gäste. Ein wichtiger Bestandteil sind die typischen Spiele, die sich um die Themen Baby, Mutterschaft, Stillen usw. drehen.
Populär ist ein Spiel, bei dem die Teilnehmerinnen raten, wie umfangreich der Bauch der werdenden Mutter ist (für ihre Schätzung reißen sie von einer Toilettenpapierrolle eine bestimmte Menge Papier ab). Wenn auch Männer eingeladen sind, treten diese in Zweierwettbewerben gegeneinander an, um Puppen möglichst schnell Papierwindeln anzulegen oder um Babyflaschen, die mit Milch gefüllt sind, möglichst schnell leerzutrinken.
Bei der Auswahl der Spiele ist entweder die Phantasie der Gastgeberin gefragt, oder sie lässt sich von einer auf diesen Brauch spezialisierten Agentur beraten. Bei diesen Spielen können die Anwesenden ihre Mutterqualitäten beweisen, während die werdende Mutter dem Treiben zusieht und sich amüsieren darf. Zum Abschied erhalten die Gäste häufig ein kleines Gastgeschenk wie beispielsweise Mandeln mit Zuckerguss in blau oder rosa.

## Zeitliche Entwicklung
Die Tradition, Babypartys zu feiern, ist bereits aus dem antiken Griechenland bekannt: Etwa fünf Tage nach der Geburt fand die sogenannte Amphidromia statt, bei der die an der Geburt beteiligten Frauen rituell ihre Hände reinigten, während das Neugeborene vom Vater oder der Amme um den Herd getragen wurde. In Deutschland gibt es einen ähnlichen jahrhundertealten Brauch, der je nach Region „Babypinkeln“, „Pullerparty“, „Füßle baden“ oder „Kindsbier“ genannt wird. Während heute mit Freunden, Verwandten und Kollegen oft spontane Partys gefeiert werden, wurde ursprünglich das nackte Baby herumgereicht, um es zu begutachten – pinkelte es einen der Gäste an, sollte es lebenslanges Glück bringen. Babypartys wie sie heute gefeiert werden – mit Geschenken sowie Partyspielen – entwickelten sich erst im 19. Jahrhundert. Bei einer Art Teekranz kamen Frauen zusammen, um die werdende Mutter zu beschenken und gemeinsam Spiele zu spielen. Schließlich etablierte sich die Babyparty nach dem Zweiten Weltkrieg in den 1950er-Jahren des „Baby-Booms“.